# كازوهيرو ميزوجوتشي
كازوهيرو ميزوجوتشي (باليابانية: 溝口和洋؛ بالكانا: みぞぐち かずひろ) هو رامي الرمح ‏ ياباني، ولد في 18 مارس 1962 في شيراهاما واكاياما في اليابان.

## وصلات خارجية
- كازوهيرو ميزوجوتشي على موقع الاتحاد الدولي لألعاب القوى (الإنجليزية)
- كازوهيرو ميزوجوتشي على موقع أوليمبيديا (الإنجليزية)